# هادسون ماکسیم
هادسون ماکسیم (انگلیسی: Hudson Maxim; ۳ فوریهٔ ۱۸۵۳ – ۶ مهٔ ۱۹۲۷) شیمی‌دان اهل ایالات متحده آمریکا بود. شهرت اصلی وی به دلیل اختراع باروت بی‌دود است.